# Wadi an-Nasara

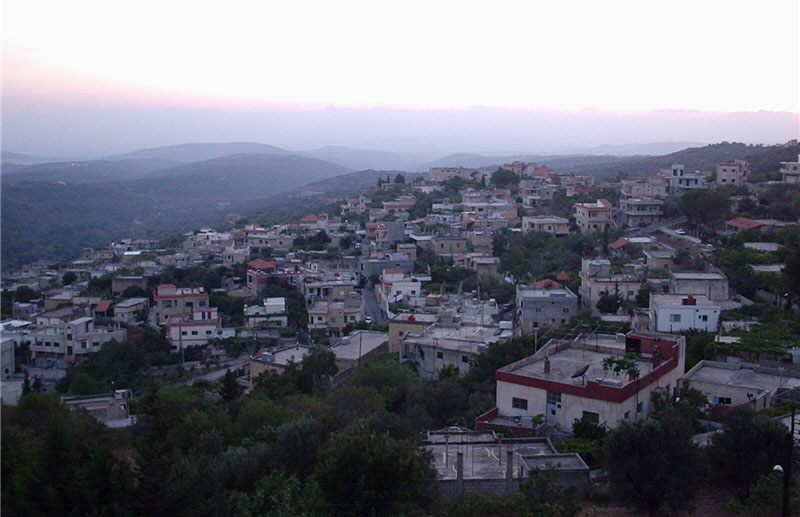
Zweitina

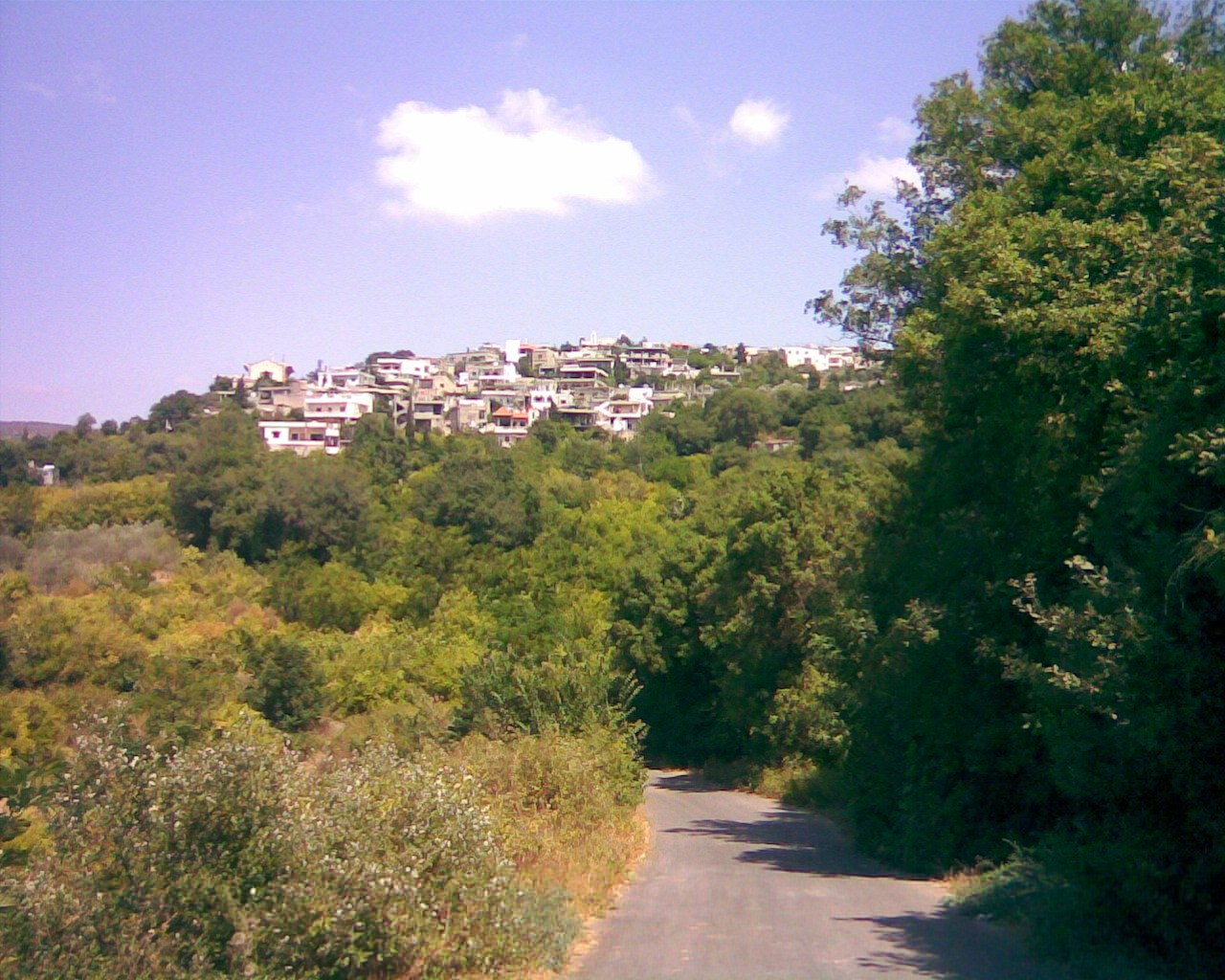
Maschta Azar

Das Wadi an-Nasara, in deutscher Übersetzung Tal der Christen genannt (arabisch وادي النصارى, DMG Wādī an-Naṣārā, griechisch Κοιλάδα των Χριστιανών Koiláda tōn Christianṓn), ist ein Gebiet im westlichen Syrien nahe der Grenze zu Libanon, das zum Gouvernement Homs gehört. Die rund 150.000 Bewohner sind großenteils arabisch sprachige Christen, die der Griechisch-Orthodoxen Kirche von Antiochien angehören. Bis zum Bürgerkrieg in Syrien war das Tal ein bedeutendes touristisches Ziel.

## Bevölkerung
Das Tal der Christen umfasst 27 nahezu in Gänze christliche Dörfer. Darüber hinaus gibt es in der Region vier Dörfer, deren Bevölkerung großenteils aus Alawiten besteht. Als einziges Dorf der Region hat das um die Ritterburg Krak des Chevaliers liegende und knapp 9000 Einwohner zählende Qalʿat al-Ḥuṣn (arabisch قلعة الحصن, „Zitadelle der Festung“) eine weit überwiegend sunnitisch muslimische Bevölkerung und lediglich rund 300 christliche Einwohner, so dass es in dem Ort nur ein einziges christliches Gotteshaus gibt, die melkitisch-griechisch-katholische Mariä-Himmelfahrts-Kirche Haret Saraya.

## Sehenswürdigkeiten
Neben dem nahe gelegenen Krak des Chevaliers erfreut sich insbesondere das in Humaira bei Marmarita gelegene Sankt-Georgs-Kloster Deir Mar Georges (arabisch دير مار جرجس, DMG Dair Mār Ǧirǧis) der Griechisch-Orthodoxen Kirche von Antiochien größerer Bekanntheit.

## Im syrischen Bürgerkrieg
Während der dem Tal der Christen benachbarte Krak des Chevaliers und das um ihn herum liegende sunnitische Dorf Qalʿat al-Ḥuṣn nahe der Grenze zu Libanon bereits am Anfang des Bürgerkriegs 2011 von Rebellen eingenommen wurden und erst am 20. März 2014 wieder in Regierungshand fielen, gelang es den islamistischen Aufständischen nicht, das Tal der Christen unter ihre Kontrolle zu bringen. In den Jahren 2013 und 2014 gab es heftige Kämpfe, in denen Angriffe des Daesch (IS) und anderer islamistischer Gruppierungen abgewehrt wurden. So wurde das Tal während des Bürgerkriegs zu einem Zufluchtsort für christliche Flüchtlinge, wie sie bereits vor dem syrischen Bürgerkrieg aus Irak gekommen waren und nun unter anderem aus Homs, Aleppo und auch kleineren Orten wie Maalula und Sadad hierher kamen. Mehrere zehntausend christliche Flüchtlinge kamen hierher, darunter etwa ein Drittel der etwa 150.000 Christen Aleppos. 2016 betrug die Zahl der christlichen Bewohner des Tals deshalb etwa 400.000. Eine Delegation der kurhessischen Landeskirche mit Bischof Martin Hein kam im August 2019 zu dem Ergebnis, dass es angesichts von Wiederaufbau und aktiver Jugendarbeit der Kirche wieder eine zunehmend „positive Stimmung“ bei den Christen im Wadi al-Nasara gebe.

## Ortschaften im Tal der Christen
- Marmarita (مرمريتا)
- al-Huwasch (الحواش)
- Zweitina (الزويتينة)
- al-Mazinah (المزينة)
- al-Nasirah (الناصرة)
- Muqabara (مقعبرة)
- al-Mischtaya (المشتاية)
- Ballat (بلاط)
- Tannurin (تنورين)
- Anaz (عناز)
- Dschiwar al-Afas (جوار العفص)
- Habnamrah (حب نمرة)
- Isch al-Schuha (عش الشوحة)
- Amar al-Husn (عمار الحصن)
- Ain al-Barda (عين الباردة)
- Ain al-Adschuzi (عين العجوز)
- Ain al-Ghara (عين الغارة)
- Kafra (كفرا)
- Maschta Azar (مشتى عازار)
- Qalatiyah  (القلاط)
- Kimah (كيمة)
- Masraa (مزرعة)
- Muklus (مقلس)
- Kafr Ram (كفرام)
- Bahzina (بحزينا)
- Dschoineyat (جوانيات)
- Tallah (التل)
- Daghla (دغلة)
- Rabah (رباح)